# John Herity
John Herity a été le président du bureau de la convention pour la biodiversité à Environnement Canada. 
Ce haut fonctionnaire a un diplôme en ingénierie de l'Université de Waterloo.
Il est ensuite devenu le directeur du bureau canadien de l'UICN.